# Professors namn
Professors namn är en titel som en regering eller statschef på eget initiativ kan besluta att ge till en välmeriterad akademiker eller företrädare för kulturlivet som gjort utomordentliga insatser. Formellt hette det tidigare och utförligare att man "tillägges professors namn, heder och värdighet". Det innebar att man i  den officiella rangrullan utan tjänstebyte flyttades upp från sin gamla placering till gruppen professorer.
En sådan person behåller titeln professor livet ut; efter sin pensionering blir han eller hon alltså inte "emeritus/emerita" och inte heller "f.d.", eftersom det är fråga om en personlig, vetenskapligt eller kulturellt motiverad hederstitel.
Professors namn utdelas i Sverige av regeringen och i Finland av presidenten.
Professors namn är en avkortad form av det äldre begreppet professors namn, heder och värdighet (n. h. o. v.), som användes när även icke-akademiska statstjänstemannatitlar delades ut som hederstitlar, men som avskaffades i anslutning till avskaffandet av rangordningen 1909.

## Personer som tillagts professors namn i Finland
- Viktor Ferdinand Brotherus, botanist
- Hugo Bergroth, språkman (1919)
- Adolf von Becker, konstnär (1879)
- Gabriel Engberg, målare och museiman (1947)
- Aarne Ervi, arkitekt (1967)
- Kaj Franck, formgivare (1973)
- Victor Hackman
- Axel Heikel
- Viktor Heikel
- Tove Jansson, författare och konstnär (1995)
- Toini-Inkeri Kaukonen, etnolog och textilforskare (1983)
- Antti Nurmesniemi, inredningsarkitekt, industridesigner (1988)
- Riitta Pylkkänen, dräkt- och konsthistoriker (1973)
- Juhani Rinne
- Eliel Saarinen, arkitekt (1919)
- Sven Segerstråle, marinbiolog (1961)
- Lars Sonck, arkitekt (1921)
- Jan-Öjvind Swahn, folklorist (1982)
- Birger Thölix, tidningsman (1991)
- Björn Weckström, smyckekonstnär och skulptör (1986)

## Personer som tillagts professors namn i Danmark
- Rasmus Rask, språkforskare (1818, 1826 professor i asiatisk litteratur och 1831 i orientaliska språk)
- Hans Christian Andersen, dansk författare (1851)
- Konráð Gislason, isländsk språkforskare (1853)
- Søren Peder Lauritz Sørensen, kemist (1926)

## Personer som tillagts professors namn i Sverige
- 1757 – Sven Hof, språkforskare
- 1770 – Johan Carl Wilcke, experimentalfysiker, Vetenskapsakademiens sekreterare
- 1776 – Johan Hinric Lidén, historiker, biblioteksamanuens
- 1780 – Samuel Heurlin, matematiker och präst
- 1782 – Jakob Faxe, kyrkoherde
- 1793 – Magnus Stagnelius, biskop, språkvetare
- 1803 – Erik Acharius, läkare och botaniker
- 1807 – Olof Forssell, matematiker, kyrkoherde
- 1809 – Johan Carl Höjer pedagog, gymnasierektor
- 1810 – Pehr Thyselius, språkman, lärdomshistoriker, biskop
- 1815 – Jonas Raphael Rothstein, språkforskare och präst
- 1818 – Elias Christopher Grenander, universitetslärare och kyrkoherde
- 1821 – Carl Christian Eberstein, klassisk filolog och präst
- 1822 – Sven Peter Bexell, kulturhistoriker och präst
- 1823 – Johan Wilhelm Dalman, entomolog och paleontolog; Gustaf Erik Pasch, kemist och uppfinnare; Johan Emanuel Wikström, botanist
- 1831 – Bengt Fries, zoolog
- 1833 – Anders Fryxell, historiker och präst
- 1838 – Henrik Gerhard Lindgren, orientalist och präst
- 1842 – Carl Gustaf Schönbeck, läkare och skald
- 1852 – Joseph Magnus Stäck, konstnär
- 1854 – Axel Erdmann, geolog, mineralog och kemist
- 1864 – Carl Erik Bergstrand, lantbrukskemist och geolog; Hjalmar Ling[källa behövs], gymnastikpedagog
- 1875 – Hampus von Post, geolog och agronom
- 1878 – Tamerlan Thorell, zoolog
- 1888 – Oscar Montelius, arkeolog
- 1897 – Gottlieb Klein, rabbin och religionshistoriker; Fredrik Tamm språkforskare
- 1901 – Sven Söderberg, filolog
- 1902 – Hjalmar Nilsson, växtförädlare och botanist; Sven Leonhard Törnquist paleontolog, geolog
- 1906 – Jakob Eriksson, botanist och växtpatolog
- 1908 – Carl Hallendorff, Handelshögskolans i Stockholm första rektor (1909–1929)
- 1911 – Vilhelm Carlheim-Gyllensköld, fysiker och astronom
- 1912 – Leonard Jägerskiöld, zoolog
- 1913 – Albert Tullgren, zoolog
- 1914 – Nils Hansson, agronom
- 1917 – Henrik Munthe, geolog ; Robert Bárány, läkare, nobelpristagare
- 1918 – Johnny Roosval,  konsthistoriker
- 1919 – Axel Enström, elektroingenjör och forskare
- 1921 – Fritz Ask, läkare; Olallo Morales, tonsättare och dirigent
- 1923 – Ebbe Tuneld, indolog, ordboksredaktör; Israel Hedenius, läkare
- 1926 – Otto Olsson, tonsättare och organist
- 1930 – Bertil Boëthius, historiker och arkivarie; Arnold Josefson, läkare
- 1933 – Åke Åkerman, botanist, genetiker och växtförädlare; Arvid Odencrants, fysiker och docent i vetenskaplig fotografi
- 1934 – Gustaf Ising, geofysiker
- 1935 – Marcus Ehrenpreis, rabbin
- 1936 – Carl Eldh, skulptör; Sven Christian Johansson, kirurg; Oskar Lindberg, tonsättare och kyrkomusiker; Carl Malmsten, inredningsarkitekt, möbeldesigner; Olof Östergren, språkforskare; Samuel Hybbinette, kirurg
- 1937 – Malte Ljungdahl, läkare; Karl Gustaf Ploman, läkare
- 1938 – Ture J:son Arne, arkeolog; Gerda Boëthius, konsthistoriker; James Heyman, gynekolog, cancerläkare; Bernhard Risberg, språkforskare; Emil Johanson-Thor, konstnär och grafiker; Knut Harald Giertz, kirurg
- 1939 – Gunnar Ekholm, arkeolog; Carl Wilhelm von Sydow, folklorist; Lydia Wahlström, historiker författare och rösträttsaktivist; Emil Liedgren, hymnolog
- 1940 – Carl G. Dahl, pomolog; Harry von Eckermann, mineralog och industriman; Nils Åberg, arkeolog ("vanlig" professor 1949)
- 1941 – Nils Nordenmark, försäkringsman och astronomisk lärdomshistoriker
- 1943 – Gustaf Troedsson, geolog och paleontolog. Professor i geologi i Lund från 1950
- 1945 – Karin Kock, nationalekonom; Erik Lysholm, läkare; Tor Mann, dirigent; John Tandberg, fysiker
- 1946 – Gösta Bohmansson, kirurg vid Centrallasarettet i Örebro; Hilding Celander, språkvetare och etnolog; Gunnar Kahlmeter, docent vid Karolinska institutet
- 1947 – Ossian Dahlgren, botanist; Nils Malmberg, läkare[1]
- 1948 – Lars-Gunnar Romell, botanist; Hugo Valentin, historiker
- 1949 – Gottfrid Boon, pianist
- 1950 – Olof Gjerdman, språkman; Orvar Nybelin, zoolog och fiskeribiolog
- 1951 – Wilhelm Kåge, keramiker
- 1952 – Åke Campbell, etnolog; Pelle Holm, språkvetare, ordboksredaktör
- 1954 – Edward Hald, glaskonstnär, formgivare
- 1955 – Sven Brandel, pianist; Astrid Cleve von Euler, botanist, geolog och kemist; Georg Landberg, historiker och skolman
- 1956 – Alfred Flaum, läkare; Helmer Gustavson, kemist; Karl-Erik Zimen, kärnkemist
- 1957 – Bror Asklund, geolog; Erik Asplund, botanist; Gösta Bergman, språkman; Gösta Lundqvist, geolog; Carl Santesson, litteraturforskare
- 1958 – Hans G. Egnér, lantbrukskemist
- 1959 – Gösta Berg, etnolog, museiman; Carl Nordenfalk, konsthistoriker
- 1960 – Gunnar Alm, fiskeribiolog; Birger Bohlin, paleontolog och geolog; Gustaf Fredén, litteraturforskare; Åke Wallenquist, astronom
- 1961 – Ebbe Nyman, medicinare; Hjalmar Torell, musikpedagog; Olof Langlet, skogsvetare
- 1962 – Einar Forseth, konstnär; Gunnar de Frumerie, tonsättare och pianist; Ragnar Hultén, sångpedagog och tonsättare; Yngve Norinder, psykolog och pedagog; Ivar Palmer, läkare (ortoped och kirurg)
- 1963 – Gunnar Axberger, litteraturforskare; Hans Ludvig Kottmeier, läkare; Frej Ossiannilsson, entomolog
- 1964 – Arvid Andrén, antikvetare; Gunnar Hallhagen, pianist och cembalist; Arne Eld Sandström, fysiker; Dora Jacobsohn[2], hormonforskare
- 1965 – Gunnar Degelius, botanist; Wilhelm Holmqvist, arkeolog; Richard Engländer, musikvetare; Gunnar Holte, kärnfysiker[3]
- 1966 – Hans Cnattingius, kyrkohistoriker, rektor och präst; Greta Erikson, pianist; Sven Karpe, violinist; Gunnar Svärdson, fiskforskare och genetiker
- 1967 – Bo Bäfverstedt, läkare; Nils Hylander, botaniker; Gunnar Olsson, historiker
- 1968 – Eric Ericson, kördirigent; Erland von Koch, tonsättare; Daniel Lihnell, botanist; Joel Lindberg, textilkemist; Stellan Mörner, konstnär, författare; Endre Nemes, konstnär; Olof Wilander, läkare i klinisk kemi i Örebro.
- 1969 – Ingemar Gabrielsson, musikpedagog; Torsten Lindqvist, med.dr, överläkare för Medicin III Sahlgrenska sjukhuset; John Nihlén, arkeolog och hembygdsvårdare; Israel Ruong, språkforskare, etnolog och pedagog; Hugo Rosenqvist, kirurg; Torgny Höjer, historiker
- 1970 – Stig Lindberg, konstnär; Bo Wallner, musikforskare
- 1971 – Bertil Aronsson, kemist och metallurg; Gunnar Hambraeus, journalist och ingenjör; Folke Hedblom, dialektforskare; Bertil Molde, språkforskare, Sven Löfgren, lungläkare
- 1972 – Sven Ekbo, språkman; Henry Wassén, socialantropolog
- 1973 – Olof Eriksson, arkitekt; Hans-Erland Heineman, arkitekt; Erik Höök, nationalekonom; Erik Hjalmar Linder, författare, kritiker och litteraturhistoriker; Gunnar Norrby, cellist; Sture Werner, geofysiker
- 1974 – Åke Holm, zoolog; Sten Wallensten, kirurg i Örebro
- 1975 – Torsten Eklund, litteraturvetare, Strindbergkännare; Einar Mattsson, korrosionsforskare; Göran Sidenbladh, arkitekt, stadsbyggnadsdirektör; Bo Simmingsköld, glasforskare; Åke Svahn, förlagsman, idrottsledare och idrottshistoriker
- 1976 – Wilhelm Carlgren, historiker; Torleif Ericson, fysiker; Bo Lindell, fysiker; Siegfried Naumann, dirigent och tonsättare; Sophus von Rosen, läkare; Göte Strandsjö, tonsättare
- 1977 – Ingvar Bergström, konstforskare; Holsten Fagerberg, etiker, rektor, präst;Fajer Fajersson, veteförädlare; Hakon Hjelmqvist, botanist; Hans Regnéll, filosof
- 1978 – Bengt R Jonsson, visforskare; Gustaf Rudebeck, zoolog; Märta Strömberg, arkeolog
- 1979 – Gotthard Arnér, organist; Nils Bejerot, socialläkare, narkotikapolitisk debattör; Ingmar Bergman[4], regissör; Olof Byström[4], litteraturvetare och museiman; Nils Carstam, handkirurg; Birgit Cullberg[4], dansös och koreograf; Torgil Magnuson, konsthistoriker; Allan Pettersson[4], tonsättare; Gunnar Qvist, historiker; Ragnar Törnquist, ögonläkare
- 1980 – Christian Callmer[4], historiker, universitetsbibliotekarie; Bengt Hubendick[4], zoolog; Sven Ljungberg[4], konstnär; Edna Martin[4], textilkonstnär
- 1981 – Benkt-Erik Benktson[5], teolog; Karl-Fredrik Berggren, fysiker; Leo Berlin, violinist; Maj-Britt Florin, botanist och limnolog; Bo Gyllensvärd[4]; Hans Landberg[4]; Bruno Mathsson[4], möbelformgivare, byggnadsarkitekt; Gunnel Vallquist[4], författare
- 1982 – Karin Westman Berg, litteraturforskare; Sixten Ehrling[4], dirigent och pianist; Wolfram Kock[4]; Gösta Olsson, växtförädlare; Lars Sellergren, pianist; Harald Thedéen, violinist; Alf Åberg, arkivarie; Solwig Grippe, sångerska
- 1983 – Olle Adrin, skulptör[6][4] Aron Andersson[4], konsthistoriker; Sune Fogde[4], bildkonstnär; Carin Gille-Rybrant[4]; Erland Grip, geolog; Dick Hansson[4]; Pontus Hultén[4], museiman, konstsamlare; Björn Ingelman, kemist, direktör vid Pharmacia ; Arne Isacsson[4], akvarellist, konstpedagog; Gustav Jonsson[4], barnpsykiater; Krister Karlmark[4]; Per H. Lundegårdh, geolog; Tage Malmström, förlossningsläkare; Rudolf Meidner, nationalekonom; Bernt Olsson, litteraturforskare; Gérard Schaub[4], musiker; Hans Åstrand[4]], musikskribent och musikadministratör;
- 1984 – Bertil Lundberg[4], grafiker; Lennart Kjellberg[4], arkeolog; Johannes Norrby[4], musiker; Erik Nylén[4], arkeolog; Georg Suttner[4], konstnär; Sigvard Tomner, radio- och elektrotekniker
- 1985 – Lennart Ehrenlood, flöjtist; Bengt Häger[4], dansskribent; Lars-Olof Larsson, universitetslektor; Irène Mannheimer[4], pianist; Sigurd Persson[4], ädelsmed, skulptör; Nils-Erik Svensson[4]; Rune Wåhlberg[4], organist
- 1986 – Gunnar Bergendal, matematiker och högskolerektor; Georg Bolin, musikinstrumentkonstruktör; Carlo Derkert[4] museiman och konstpedagog; Åke Fritjofsson, urolog; Torbjörn Hedberg, matematiker och högskolerektor ; Gunnar Jarring[4], språkvetare, ambassadör; Pål-Nils Nilsson, fotograf och filmare; Gert Z Nordström[4]; Per Nyström, historiker och ämbetsman; Erik Sædén[4], operasångare; Roshan Shishoo, textilkemist; Stella Tjajkovski[4], konsertpianist.
- 1987 – Birgit Nordbring-Hertz, forskare i ekologi, Inge Edler, läkare; Alf Henrikson[4], författare och tidningsman; Gunilla Lagerbielke, textilkonstnär; Kerstin Meyer[4], operasångerska, hovsångerska, Lennart Holm, f.d. universitetslektor och docent vid Uppsala universitet
- 1988 – Ulf Beijbom, historiker; Esther Bodin-Karpe[4], pianist; Lars Gustafsson[4], litteraturhistoriker; Robin Hägg[4]; Hans Jonsson[4]; Karin Lindegren[4], museiman; Olle Scherwin[4], organist; Gösta Werner[4], filmare och filmvetare
- 1989 – Rolf Lindborg, idé- och lärdomshistoriker; Jöran Mjöberg, litteraturvetare, författare; Gunnar Ollén, litteraturforskare, radio- och TV-man; Astrid Sampe[4], formgivare; Tore Lundborg, läkare
- 1990 – Ulla Ehrensvärd, konsthistoriker; Alf Härdelin, teolog, medeltidsforskare; Cecilia Lindqvist[4]; Sven Lindqvist[4]; Bengt E. Thomasson, antikvetare
- 1991 – Erik Berglund, möbelarkitekt, tekn dr hc 1985; Björn Blomé[4]; Sven Delblanc[4]; Olov Isaksson[4]; Torsten Malmberg, humanekolog; Sven Rydenfelt, civilekonom; Gustaf Sjökvist[4], dirigent, domkyrkoorganist; Adam Taube, statistiker
- 1992 – Karin Björquist[4], keramiker; Gunnar Cyrén[4]; Anders Franzén[4], marinarkeolog; Sture Linnér[4]; Birgit Åkesson[4]
- 1993 – Maria Benktzon[4]; Åke Davidsson[4]; Åke Elmér[4]; Mirjam Furuhjelm[4]; Karl Grunewald[4]; Herta Hillfon[4]; Ulf Hård af Segerstad[4]; Ritva Jacobsson[4]; S. Åke Lindgren[4]; Michael Meschke[4]; Bo Rybeck[4]; Lars Räf[4]; Klas-Göran Selinge[4]; Sven Stolpe[4]; Christer Strömholm[4]; K. Gunnar Wennström[4]
- 1994 – Barbro Beck-Friis[4], läkare inom geriatrik; Hannes Eisler[4]; Asta Ekenvall[4]; Kjell Engström[4]; Carl-Johan Kleberg[4]; Torsten Landberg[4]; Rosa Malmström[4]; Gunilla Palmstierna-Weiss[4]; Carl-Gustaf Styrenius[4]; Margareta Westman[4]
- 1995 – Åke Axelsson[4]; Johan Cullberg[4]; Wanja Djanaieff[4]; Inga Edqvist-Saltzman[4]; Per Anders Fogelström[4]—; Göran Graninger[4]; Urve Miller[4]; Lisbet Palmgren[4]; Ingegerd Råman[4], glaskonstnär; Kajsa Sundström[4]; Bo Sylvan[4]; Per-Uno Ågren[4]
- 1996 – Jan Beskow[4]; Kerstin Hagenfeldt[4]; Olle Häger[4], historiker; Kerstin Stråby[4]; Inez Svensson[4]; Elisabeth Söderström[4], operasångerska; Jerzy Wasserman[4]; Hans Villius[4], historiker
- 1998 – Björn Ambrosiani, arkeolog[6][4]; Lena Cronqvist[4]; Ingrid Dessau[4]; Gunnar Mattsson[4];  Birgit Nilsson[4], Renée Norberg Stenbeck[4]; Birgit Sköldenberg[4]; Märta Schéle, sångerska; operasångerska; Jan Troell[4], filmregissör; Jan Virgin[4]; Tore Wretö[4]
- 1999 – Ruth Bauth[4], rektor; P-O Edin[4], nationalekonom; Ralph Erskine[4], arkitekt; Peter Fitger[4]; Sara Lidman[4], författare; Ingemar Lind[4], rektor; Kaisa Melanton[4], textilkonstnär; Lars Rydén[4], docent; Hans Wieslander[4], docent, högskolerektor
- 2000 – Stig Ekman[4]; Theodor Kallifatides[4], författare; Ana Laguna[4]; ; Eva Odelman[4], språkforskare; Sif Ruud[4], skådespelare; Hans Strander[4]; Nils Uddenberg[4], läkare; Tore Wretman[4], kock; Christer Åsberg[4]
- 2001 – Anita Björk[4], skådespelare; Dan Brändström[4]; Olof Edhag[4]; Olle Eksell[4], grafisk formgivare; Margareta Hallin[4]; Sten-Sture Landström[4]; Allan Larsson[4], politiker; Armin Lindquist[4]; Klaus Misgeld[4]; Gunilla Myrberg[4]; Kerstin Nerbe[4]; Jan Stolpe[4], översättare; Lasse Söderberg[4], poet, litteraturvetare och översättare
- 2002 – Benny Andersson[4], musiker och kompositör; Anna Bergenström[4], journalist, kokboksförfattare; Iréne Matthis[4], författare och läkare; Lasse Svanberg[4], filmfotograf; Maria Wine[4], författare
- 2004 – Arne Domnérus[4], jazzmusiker
- 2006 – Ulla Carlsson, föreståndare för dokumentationsinstitutionen Nordicom; Görel Cavalli-Björkman, forskningschef på Nationalmuseum; Carl Fredrik Hultenheim, formgivare; Anne-Charlotte Kinn, urolog; Bengt af Klintberg, folklorist, författare; Lars-Erik Samuelsson, trädgårdskonsulent; Nils Petter Sundgren, kulturjournalist, filmkritiker; Magne Tuvesson, tf. professor, forskare på växtsorter[7]; Anders Andersson, sångare[6]
- 2007 – Urban Emanuelsson, växtekolog[8]
- 2009 – Lennart Nilsson, fotograf[9]; Hans Furuhagen, historiker m.m.[10]
- 2011 – Tomas Tranströmer, författare[11]
- 2013 – Bertil Sundén, docent och överläkare[12]
- 2014 – Barbro Osher, honorär generalkonsul vid Sveriges generalkonsulat i San Francisco och medicine hedersdoktor vid Karolinska Institutet.[13]
- 2020 – Göran Gudmundsson, byggnadsvårdare.[14]
- 2024 – Anders Wall, finansman, entreprenör och mecenat.[15]